# Jüdisches Volksblatt
Das Jüdische Volksblatt war eine jiddischsprachige Zeitung, die von 1891 bis 1893 in Budapest im Königreich Ungarn in der Habsburgermonarchie erschienen ist. Ihr Herausgeber war Moritz Dornbusch.
Das Jüdische Volksblatt gebrauchte eine stark ans Schriftdeutsche angelehnte Rechtschreibung und Grammatik, wie sie typisch war für jiddischsprachige Zeitungen und Zeitschriften Österreich-Ungarns. Diese „deutschmerische“ Rechtschreibung wird bereits im Titel ersichtlich (יִידישעס פֿאָלקסבּלאַטט Jidisches Folksblatt mit zwei t) statt der zumindest heute verbreiteteren Schreibweise (יִידישעס פֿאָלקסבּלאַט Jidisches Folksblat mit einem t). Auch das Wort „Jahrgang“ schrieb man mit stummem h (יאַהרגאַנג jahrgang statt heute üblichem יאַרגאַנג jargang).